# Prodanovtsi
Prodanovtsi (bulgariska: Продановци) är ett distrikt i Bulgarien.   Det ligger i kommunen Obsjtina Samokov och regionen Sofijska oblast, i den västra delen av landet, 40 km söder om huvudstaden Sofia.
Trakten runt Prodanovtsi består till största delen av jordbruksmark. Runt Prodanovtsi är det ganska glesbefolkat, med 38 invånare per kvadratkilometer.